# Anomalocaris
L'anomalocaride (gen. Anomalocaris) è un animale estinto simile agli artropodi, vissuto tra il Cambriano inferiore e il Cambriano medio (tra 530 e 505 milioni di anni fa). I suoi resti sono stati scoperti principalmente nel ben noto giacimento di Burgess Shale (Canada) e in quello di Maotianshan (Cina), ma altri fossili sono stati rinvenuti in Utah, Australia e Groenlandia.

## Descrizione
Le dimensioni di questo animale erano notevoli, soprattutto in relazione a quelle degli organismi coevi: con una lunghezza di circa sessanta centimetri, l'anomalocaride rappresentava uno dei più grandi animali del Cambriano. La testa era dotata di due occhi bulbosi posti su peduncoli, probabilmente rivolti in avanti, ma la caratteristica più notevole del capo era il complesso apparato boccale, formato da due differenti strutture: una sorta di bocca radiata e due appendici allungate e articolate, fornite di spine, poste proprio di fronte alla bocca. 
Il corpo era allungato e fornito di undici paia di lobi che in parte si sovrapponevano. Questi lobi, forse, erano molli e permettevano all'animale di spostarsi attraverso l'acqua tramite un movimento ondulatorio, simile a quello delle attuali razze. Sembra che gli ultimi segmenti fossero rivolti all'insù, a formare una coda stabilizzatrice simile a quella dell'altrettanto enigmatico Opabinia.

## Storia delle scoperte
La scoperta dell'Anomalocaris e il suo riconoscimento hanno una storia lunghissima e particolarmente complicata. A causa della decomposizione post-mortem, spesso i resti fossili sono incompleti, tanto che diverse parti di questo animale ricevettero inizialmente nomi scientifici diversi, essendo ritenuti organismi differenti tra loro.

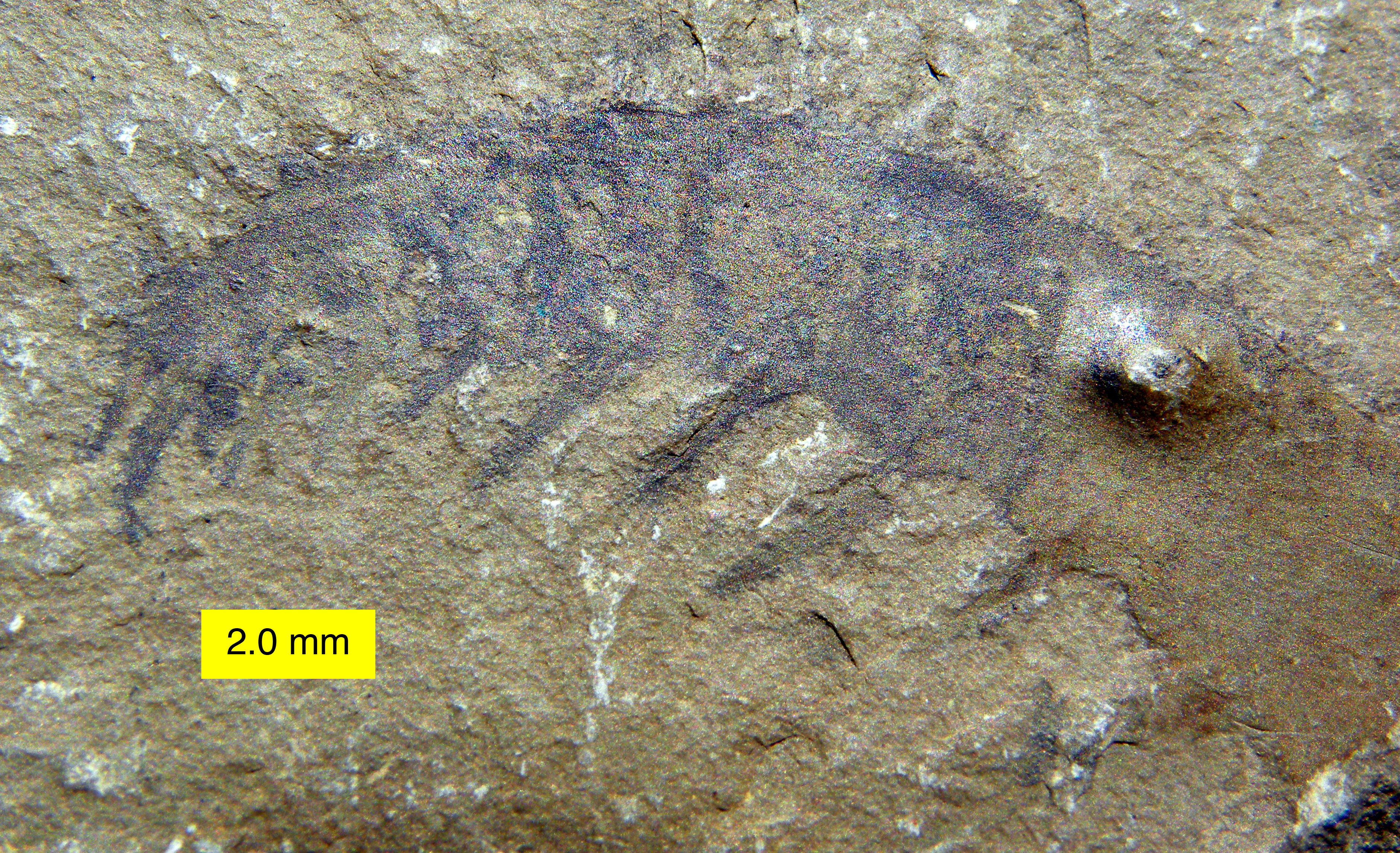
Fossile del "gambero" Anomalocaris (in realtà un'appendice boccale)

I primi fossili vennero scoperti da Whiteaves nel 1892, all'interno degli strati a trilobiti Ogygopsis, tipici del Cambriano canadese. L'unico resto rinvenuto fu l'appendice boccale, che venne scambiata per la parte posteriore di un crostaceo simile ai gamberi (da qui il nome Anomalocaris canadensis, che significa “strano gambero del Canada”). Negli anni ‘10 Charles Doolittle Walcott, quando rinvenne resti analoghi a Burgess Shales, accettò quest'interpretazione. Lo stesso Walcott rinvenne anche strutture circolari radiate, simili a fette d'ananas, che interpretò come meduse e diede loro il nome di Peytoia nathorsti. Un misterioso fossile dalle forme non ben definite, denominato Laggania cambria, era stato nel frattempo rinvenuto negli stessi strati e attribuito erroneamente agli echinodermi oloturoidei. Walcott, infine, rinvenne una strana struttura, che riconobbe subito come un'appendice predatoria; lo studioso, però, la accostò all'animale sbagliato, l'artropodo Sidneyia. Per molto tempo questi fossili vennero dimenticati o ricostruiti erroneamente.

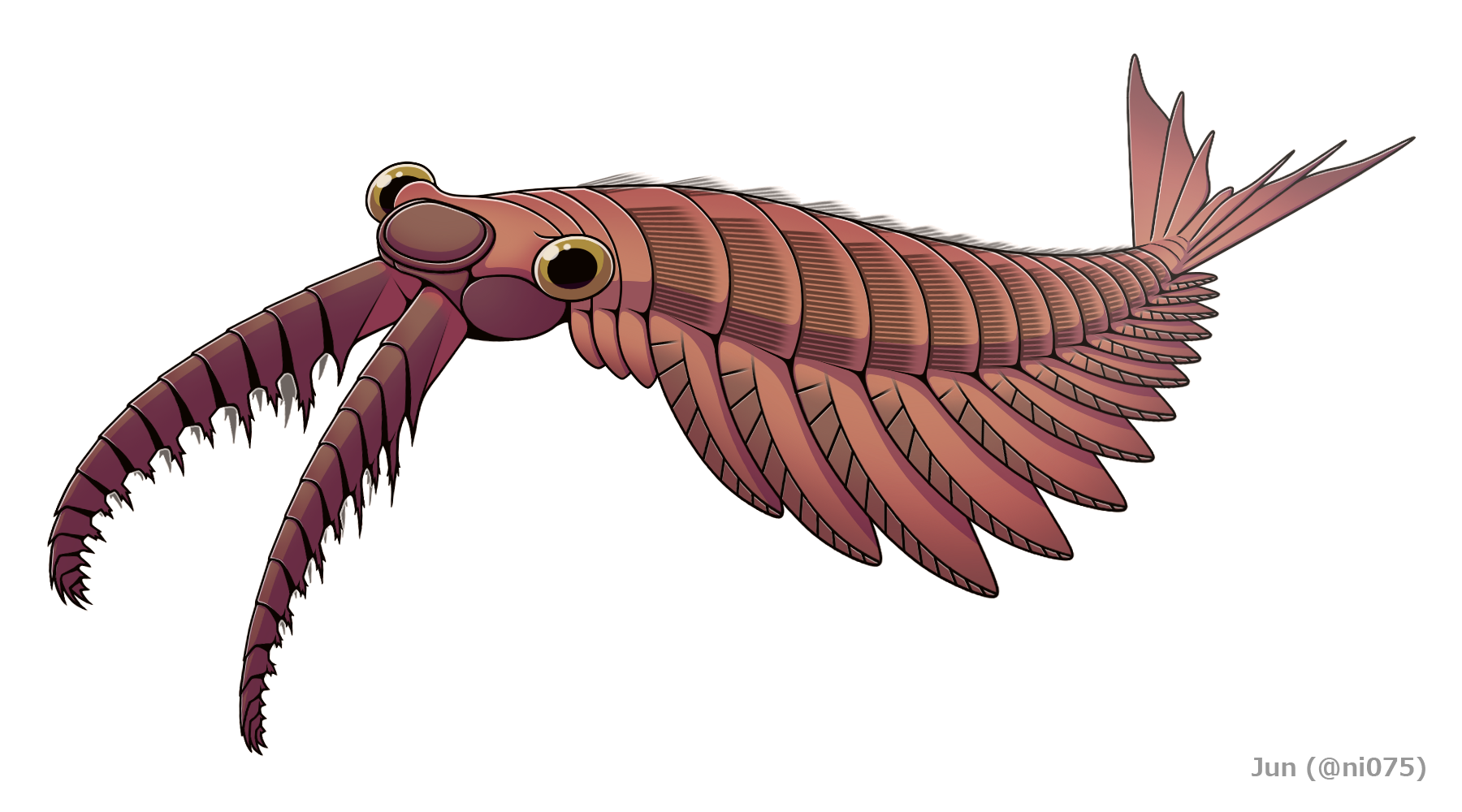
Ricostruzione Anomalocaris.

Fu solo con la revisione dei fossili di Burgess operata da Harry Whittington e colleghi nel corso degli anni '70 che la verità incominciò ad emergere. Nel 1978 Simon Conway Morris studiò il corpo del presunto oloturoide e, sezionandolo, trovò a un'estremità un esemplare di Peytoia. Morris pensò erroneamente che il fossile fosse il risultato di due animali conservatisi insieme per puro caso. Un anno dopo fu Derek Briggs a riconoscere nel “gambero” Anomalocaris un'appendice di un essere ben più grande; lo stesso Briggs si rese conto che la misteriosa appendice della Sidneyia (da lui chiamata “appendice F”) era simile per struttura e forse apparteneva allo stesso animale. Il mistero fu svelato definitivamente nel 1981, quando Harry Whittington si occupò di un fossile virtualmente amorfo, scoperto qualche tempo prima ma rimasto dimenticato in un cassetto. Sezionando questo grande fossile, Whittington si trovò di fronte a due esemplari di “gamberi” Anomalocaris in posizione frontale, tra i quali vi era una Peytoia. L'enigma era risolto: il “gambero” e la “medusa” erano in realtà parte di un apparato boccale di un solo animale, il più grande predatore del Cambriano. Il fossile denominato Laggania, invece, risultò essere un animale assai simile ma più piccolo, il cui apparato boccale era costituito dall'“appendice F”.
Successivamente vennero alla luce altri fossili di Anomalocaris, che permisero di ricostruire meglio l'aspetto dell'animale. In particolare nel giacimento di Maotianshan, in Cina, è stata rinvenuta una specie (Anomalocaris saron) dotata di due segmenti caudali (cerci) allungatissimi. Walcott, inoltre, descrisse anche un proto-crostaceo che denominò Hurdia victoria; questo animale, in realtà, risultò essere affine ad Anomalocaris solo in seguito a una ridescrizione, avvenuta nel 2009.

## Classificazione

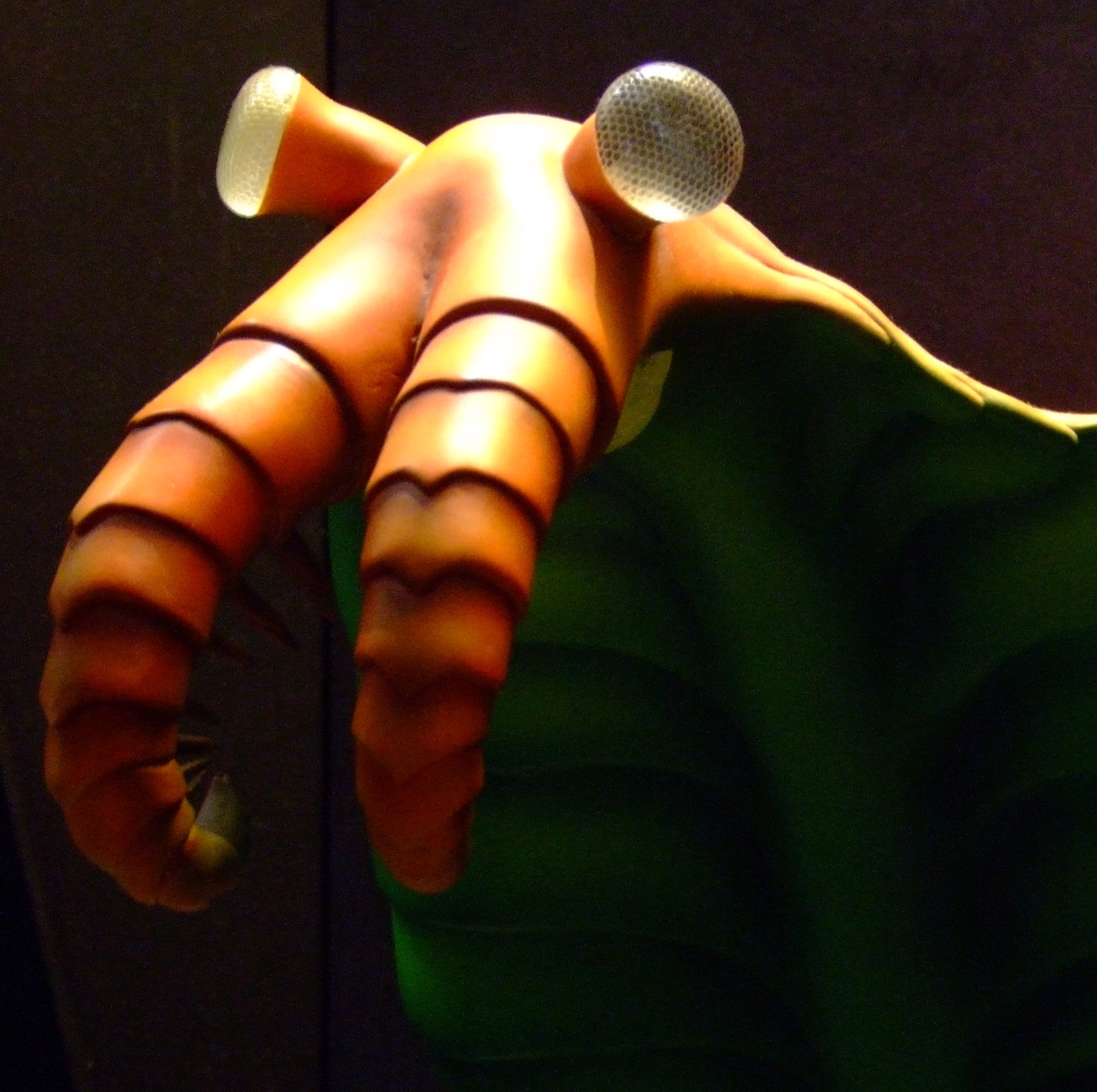
Parte frontale dell'Anomalocaris

Benché simile superficialmente a un artropode, l'Anomalocaris non può essere considerato appartenente a questo phylum a causa di molteplici differenze nella struttura del corpo: molto probabilmente era sprovvisto di arti biramati. La recente scoperta di animali affini (Amplectobelua, Kerygmachela, Pambdelurion) ha permesso di riconoscere un gruppo di animali tipici del Cambriano, i Dinocarida, dotati di un ampio apparato boccale; una forma forse affine era Opabinia, proveniente dai giacimenti fossiliferi di Burgess.
Alcuni studiosi ritengono che questi dinocaridi siano a tutti gli effetti da considerare come parte dello stem group degli artropodi (Stem Arthropoda).

## Stile di vita
L'anomalocaride rappresenta sicuramente uno dei più grandi predatori del suo periodo, e la sua lunghezza poteva sfiorare il metro. Il complicato apparato boccale rappresenta qualcosa di unico a livello morfologico: le due grandi appendici spinose erano in grado di catturare le prede, che venivano poi portate verso la bocca vera e propria. Questa, costituita da una serie di placche circolari, rimaneva sempre aperta ma agiva come una sorta di schiaccianoci. Uno studio di Loren Babcock ha mostrato che molte delle ferite rinvenute sul corpo dei fossili di trilobiti del Cambriano combaciano perfettamente con il meccanismo predatorio dell'Anomalocaris. È interessante notare che almeno il 70% delle ferite inferte ai trilobiti sono sul lato destro dell'animale; sembrerebbe un caso tipico di asimmetria comportamentale, riscontrabile anche in molti predatori odierni. Questo fenomeno deriva da un sistema nervoso lateralizzato, e indica che probabilmente un sistema di questo tipo era già presente nel periodo Cambriano.

## Nella cultura di massa
- Nel documentario L'impero dei mostri, gli Anomalocaris sono rappresentati in combattimento tra di loro, mentre mangiano trilobiti o, feriti, mentre vengono infastiditi dagli Haikouichthys.
- Il Pokémon Anorith è basato su questa creatura.
- Anche il Digimon Scorpiomon è basato sull'Anomalocaris (non a caso il suo nome originale giapponese è Anomalocarimon).
- Nell'episodio 99 della serie animata giapponese Keroro Gunsō, Fuyuki aiuta a riunire un piccolo Anomalocaris disperso con la sua famiglia.
- Nel videogioco My Sims per Nintendo DS, è possibile pescare un Anomalocaris.
- Nel gioco da tavolo Yu-Gi-Oh! come "boss monster" nel mazzo paleozoico.
- Nel manga L'Attacco dei Giganti è presente in diverse tavole un animale primordiale assimilabile all'Anomalocaris.